# Boukhalef
Boukhalef (arabiska: بوخالف) var till 2009 en landskommun i Marocko. Staden Gueznaia blev då en separat stadskommun medan de sydöstra delarna blev landskommunen Hjar Ennhal. Boukhalef låg i prefekturen Tanger-Assilah och den dåvarande regionen Tanger-Tétouan, 200 km norr om huvudstaden Rabat. Antalet invånare var 20 433 vid folkräkningen 2004.